# Latiblattella bradleyi
Latiblattella bradleyi är en kackerlacksart som beskrevs av Morgan Hebard 1933.
Latiblattella bradleyi ingår i släktet Latiblattella och familjen småkackerlackor. Artens utbredningsområde är Panama. Inga underarter finns listade i Catalogue of Life.